# Linia kolejowa Lecce – Otranto
Linia kolejowa Lecce-Otranto – linia kolejowa należąca do Ferrovie del Sud Est, we Włoszech, w regionie Apulia. Linia łączy Lecce przez Maglie do Otranto. Ma długość 47 km i jest linią niezelektryfikowaną.